# Anais da Ilha Terceira
Os Anais da Ilha Terceira são uma obra de natureza histórica da autoria de Francisco Ferreira Drummond. O trabalho foi redigido segundo o critério cronológico típico dos Anais, cobrindo o período desde a descoberta e povoamento da Ilha Terceira até 1832. O manuscrito foi ofertado à Câmara Municipal de Angra do Heroísmo, que a fez editar em quatro volumes, contendo 1 420 páginas de texto e 510 de documentos.

## Publicação
As datas de publicação são:
- 1850 - Volume I
- 1856 – Volume II
- 1859 – Volume III
- 1864 – Volume IV (póstumo)

A obra, que se constitui uma referência para a história dos Açores, foi reeditada, em edição fac-similar da edição original, pela Secretaria Regional da Educação e Cultura, em 1981. O Instituto Histórico da Ilha Terceira, em colaboração com a Câmara Municipal de Angra do Heroísmo, reeditaram a obra em 2017.
É complementada pelo volume dos "Apontamentos Topográficos, Políticos, Civis e Ecclesiásticos para a História das nove Ilhas dos Açores servindo de suplemento aos Anais da Ilha Terceira", publicado pelo Instituto Histórico da Ilha Terceira em 1990.